# Лэнхэм, Джон
Джон Лэ́нхэм (англ. John C. Lanham; 1924 — 14 августа 2007) — американский законодатель штата Гавайи, судья окружного суда. Занимал пост главного судьи Верховного суда Республики Маршалловы острова.

## Биография
Джон Лэнхэм вырос в детском доме в Южной Каролине. На более позднем этапе жизни он объяснил в интервью, как этот опыт повлиял на его взгляд на законы: «Первое, о чём я думаю, когда изучаю закон, — это то, как он повлияет на (бедных) людей».
Он служил на бомбардировщике B-25 во время Второй мировой войны, а также воевал в американской пехоте во время Корейской войны. После этого прилетел на Гавайи.
Лэнхэм был впервые избран в последний законодательный орган территории Гавайев до того, как он стал штатом в 1959 году. Позже он работал в Палате представителей Гавайев, а затем — в качестве сенатора штата Гавайи. Во время пребывания на этом посту Лэнхэм сосредоточился на создании отдела по оказанию помощи малоимущим в оплате юридических консультаций. Он также помог создать систему судов по семейным делам на Гавайях, реформировал систему залога и модернизировал уголовный кодекс штата.
Губернатор Гавайев Джон А. Бёрнс назначил Лэнхэма членом окружного суда Гавайев в Гонолулу в 1970 году.
Лэнхэм был назначен главным судьей Верховного суда Маршалловых островов в 1982 году. Маршалловы острова в то время были подопечной территорией Соединённых Штатов.
Джон К. Лэнхэм умер в Калифорнии 14 августа 2007 года. У него остались жена Энни, дочери Патрис и Кэтрин, сын Роберт и внуки Татум и Кайл.